# Tiempo de matar
Tiempo de matar (A Time to Kill) es un thriller legal escrito por John Grisham. Fue la primera novela del escritor, abogado y político estadounidense. La misma fue rechazada por varias editoriales antes de que Wynwood Press (localizada en Nueva York) terminara publicando una modesta edición de 5000 ejemplares. Después de que La tapadera, El Informe Pelícano y El cliente se transformaran en superventas, aumentó el interés por Tiempo de matar. El libro volvió a ser publicado, esta vez en tapa dura por la editorial Doubleday, y más tarde en edición de bolsillo por Dell Publishing, y se convirtió en sí mismo en un superventas. Así, Grisham se volvió un autor extremadamente popular entre los lectores.
En 1996, la novela fue adaptada a una película del mismo nombre, protagonizada por Matthew McConaughey y Samuel L. Jackson. Por otra parte, en 2011 fue adaptada a una obra de teatro del mismo nombre por Rupert Holmes. La producción teatral se estrenó en mayo del 2011 en el Arena Stage (Washington D. C.) y en octubre de 2013 en Broadway (Nueva York).

## Ambientación
La trama se desarrolla en el pueblo ficticio de Clanton, Misisipi (Estados Unidos), que también aparece en otras novelas de John Grisham. Tres de los personajes (Jake Brigance, Harry Rex Vonner y Lucien Wilbanks) aparecen posteriormente en la secuela La herencia (2013). Harry Rex Vonner y Lucien Wilbanks también aparecen en El último jurado (2003), novela de Grisham que se ambienta en Clanton en la década de 1970. Harry Rex Vonner también aparece en la novela La citación (2002) y en la novela corta Expedientes pez, de la colección Siete vidas (2009).

## Inspiración
En 1984 (mismo año en el que se ambienta la novela), en el juzgado del condado de DeSoto en Hernando, Grisham presenció el brutal testimonio de una niña de 12 años, víctima de una violación. Según el sitio web oficial de Grisham, el autor utilizó su tiempo libre para iniciar su primera novela, la cual "exploró lo que hubiese sucedido en caso de que el padre de la niña asesinase a sus atacantes". Estuvo tres años trabajando en Tiempo de matar y la terminó en 1987. Grisham también citó a la novela Matar a un ruiseñor (1960), de la escritora estadounidense Harper Lee, como una influencia en su obra. Otra fuente de inspiración mencionada fue el éxito de Presunto inocente (1987).

## Resumen del argumento
En el pequeño pueblo de Clanton, en el condado de Ford, Mississippi, una niña afroestadounidense de 10 años llamada Tonya Hailey es cruelmente violada y golpeada por dos hombres blancos racistas, James Louis "Pete" Willard y Billy Ray Cobb. Posteriormente, un grupo de lugareños encuentra a Tonya y la niña es trasladada rápidamente a un hospital, mientras Pete y Billy Ray alardean en un bar de carretera sobre el crimen que cometieron. Carl Lee Hailey, el padre de Tonya, consternado e indignado, consulta a su amigo Jake Brigance, un abogado blanco que ya había representado a su familia anteriormente. Le pregunta si podría lograr que reciba una absolución en el caso de que matara a los dos hombres. Jake le dice a Carl Lee que no haga nada estúpido, pero admite que si se tratase de su propia hija, él mataría a los violadores. Mientras Pete y Billy Ray son escoltados de vuelta a la cárcel tras su audiencia de fianza, Carl Lee, determinado a vengar a Tonya, asesina a ambos hombres con una M-16.
Carl Lee es acusado de homicidio. A pesar de los esfuerzos para persuadir a Carl Lee de contratar abogados poderosos, él decide ser representado por Jake Brigance. Jake cuenta con la ayuda de dos amigos leales, el abogado inhabilitado Lucien Wilbanks y el escandaloso abogado de divorcios Harry Rex Vonner. Más tarde, se suma al equipo la estudiante de derecho Ellen Rock, con experiencia previa en casos de pena de muerte y que ofrece sus servicios como una empleada temporal pro bono. Ellen parece tener un interés romántico en Jake, pero el abogado casado se resiste a sus propuestas. El equipo también recibe un poco de ayuda ilícita extraoficial de parte del alguacil negro del condado, Ollie Walls (una figura muy querida por la comunidad negra y al mismo tiempo muy respetada por la comunidad blanca), quien cumple con la ley arrestando a Carl Lee pero, como padre de dos hijas, apoya en secreto al acusado y lo trata de manera especial durante su estadía en la cárcel, además de brindar ayuda a Jake y su equipo de cualquier forma que esté legalmente a su alcance. Carl Lee es procesado por Rufus Buckley, el fiscal corrupto del condado de Ford, quien espera que el renombrado caso le sirva para potenciar su carrera política. Se afirma que el juez que preside el juicio de Carl Lee, Omar "Ichabod" Noose, fue intimidado por elementos locales de supremacía blanca. Esto se confirma cuando, a pesar de no tener un historial de inclinaciones racistas en sus resoluciones, Noose rechaza el pedido razonable de Jake para cambiar la sede del juicio, aunque la composición racial del condado de Ford prácticamente garantiza un jurado completamente blanco.
Freddy, el hermano de Billy Ray, busca venganza contra Carl Lee, solicitando la ayuda de la rama local del Ku Klux Klan y de su líder, Stump Sisson. Posteriormente, el KKK intenta colocar una bomba en la casa de Jake, lo que lo lleva a tomar la decisión de enviar a su esposa y su hija fuera del pueblo hasta el fin del juicio. Más tarde, el KKK ataca a la secretaría de Jake, Ethel Twitty, y asesina a su marido, Bud, que se encontraba debilitado. En el día que inicia el juicio, se producen disturbios en los alrededores del juzgado entre el KKK y los residentes negros del lugar, durante los cuales muere Stump como resultado de un cóctel molotov. Creyendo que la gente negra es culpable de la muerte de Stump, Freddy y el KKK aumentan sus ataques. Como resultado, se solicita la actuación de la Guardia Nacional en Clanton para mantener el orden durante el juicio de Carl Lee. Sin inmutarse, Freddy continúa sus esfuerzos para obtener venganza por la muerte de Billy Ray. El KKK lanza un disparo contra Jake mientras es escoltado desde su oficina hacia el juzgado, pero la bala no llega a su objetivo, en su lugar hiriendo gravemente a un soldado asignado a proteger al abogado. El Klan sigue quemando cruces en diferentes lugares de Clanton. Luego, incendian la casa de Jake, que queda completamente destruida. 
A pesar de la pérdida de su casa y de varios contratiempos en el inicio del juicio, Jake persevera. Logra desacreditar al psiquiatra del Estado al dejar en claro frente al jurado que el mismo nunca atestiguó a favor del estado de demencia de un acusado en los casos criminales en los que se le solicitó su participación, incluso cuando otros varios doctores estaban de acuerdo en lo contrario. Logra atrapar al doctor con la revelación de que varios acusados a los que se encontró dementes en sus juicios actualmente se encuentran bajo su cuidado a pesar de que él atestiguó su "cordura" en sus respectivos juicios. Tras esto, Jake realiza una declaración final cautivante. Luego de deliberar extensamente, el jurado absuelve a Carl Lee como resultado de una demencia temporal. Carl Lee regresa con su familia y la historia termina con Jake, Lucien y Harry Rex celebrando con un brindis antes de que Jake realice una conferencia de prensa y abandone el pueblo para reunirse con su familia.

## Adaptaciones
- La película de 1996 A Time to Kill, dirigida por Joel Schumacher y protagonizada por Samuel L. Jackson y Matthew McConaughey, se basa en esta novela.
- Una adaptación teatral, basada en esta novela, fue escrita por Rupert Holmes, dirigida por Ethan McSweeny y presentada por Daryl Roth/Arena Stage en el Arena Stage, Washington D. C. en 2011.[4]
- La adaptación de Rupert Holmes se estrenó en Broadway el 20 de octubre de 2013 en el Teatro Golden, dirigida por McSweeny. El elenco contó con Tom Skerritt, Patrick Page y Tonya Pinkins.[5] La producción fue cerrada el 17 de noviembre de 2013.[6]

## Secuela
La novela La herencia (Sycamore Row), secuela de Tiempo de matar, fue publicada el 22 de octubre de 2013. Se ambienta tres años después del juicio de Carl Lee Hailey.